# Stuggi.TV
Stuggi.TV ist ein Onlinesender für Stuttgart und Umgebung. Er wurde 2011 als Start-Up gegründet, der Sendestart erfolgte am 1. Februar 2012. Stuggi.TV erhält jährlich 100.000 Euro öffentliche Fördergelder. Der Sender veröffentlicht täglich Nachrichten und Videobeiträge im journalistischen Stil in dessen Mediathek und YouTube-Kanal. Sämtliche Videobeiträge werden online archiviert und durch regelmäßige Blogbeiträge und Social Media Posts ergänzt. Mit seinen Angeboten erreicht der Sender nach eigenen Angaben etwa 100.000 Zuschauer im Monat.
Der Onlinesender wurde 2012 mit dem Jugendbildungspreis „DeinDing“ und 2014 mit dem Stuttgarter Bürgerpreis ausgezeichnet.

## Programm
Stuggi.TV berichtet für eine Hauptzielgruppe von 14 bis 29 Jahren in unterschiedlichen Sendeformaten. Schwerpunkt des Programms ist die lokale, tagesaktuelle Berichterstattung aus Stuttgart und der Region. Stuggi.TV bietet im Rahmen seines Projekts „Schultour“ Medienworkshops mit professionellem Videoequipment an weiterführenden Schulen in Baden-Württemberg an. Die Sendung „Jugendrat Aktuell“ berichtet über aktuelle Politik und wird von der Stadt Stuttgart gefördert. Eins der populärsten Formate waren die „Stuggi.TV Sexwochen“, die von 2014 bis 2019 ausgestrahlt wurden. Dabei handelte es sich um eine Videoreihe zu den Themen Liebe, Partnerschaft und Verhütung. Die Sendung läuft mittlerweile unter dem Namen „0711 Love“.

### Videoformate
- News
- Trifft
- Das sagt Stuttgart
- Sport
- Top 7
- Schultour
- Jugendrat aktuell
- Show

### Blogformate
- Sport kompakt
- Stuttgart heute
- Szene 0711
- Food-Check
- Fotogalerien
- Gewinnspiele

### Ehemalige Sendungen
- Der Tech-Checker
- Event-Check
- 72h-Experiment
- Tour de Stuttgart
- Darf ich das?
- Worldwide
- Sirkas Welt
- Sexwochen

## Geschichte
Stuggi.TV wurde 2012 in Stuttgart als Start-up-Unternehmen mit dem Konzept gegründet, Neuigkeiten aus Stuttgart von jungen Redakteuren für eine junge Zielgruppe anzubieten. Die erste Stuggi.TV-Redaktion befand sich im Jugendhaus Degerloch, seit 2016 ist Stuggi.TV Teil der Stuttgarter Jugendhaus gGmbH mit Sitz im Jugendhaus Mitte in Stuttgart. Chefredakteur und Gründer ist David Luis Rau.
Seit 2020 veröffentlicht Stuggi.TV unter neuem Design, neuem Logo und auf einer überarbeiteten Website. Im Rahmen der Oberbürgermeisterwahl 2020 in Stuttgart machte der Sender in der regionalen und überregionalen Presse auf sich aufmerksam.